# Refugiados da Guerra Civil Síria

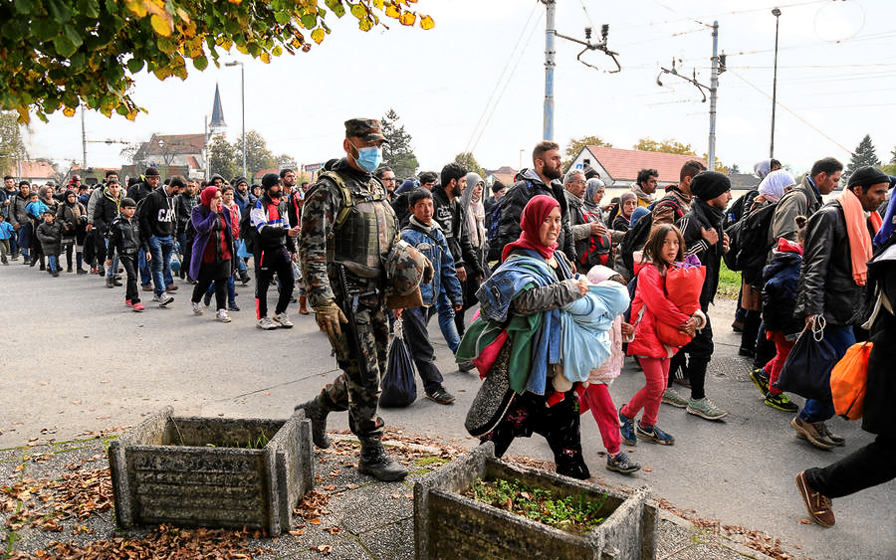
Refugiados sírios tentando buscar abrigo na Europa.

Os refugiados da Guerra Civil Síria ou refugiados sírios são cidadãos e residentes permanentes da República Árabe da Síria, que fugiram de seu país de origem por conta dos conflitos causados pela Guerra Civil Síria em 2011 e buscaram em outras partes do mundo um local seguro longe desses problemas que podem levar riscos a vida de sua família,  para a chegada desse local passam por longas caminhadas, tendo que encarar  desertos, matas e marés, um dos modos para cruzar o mar mediterrâneo é usado embarcações ilegais e precárias, não comportando o número de refugiados, em muitos casos acabam naufragando causando inúmeras mortes. A Turquia foi o país que mais recebeu os refugiados, tendo chegado a 3 milhões de cidadãos sírios vivendo no país. A partir de 2015 muitos foram para a Europa, sendo o principal destino a Alemanha.
Desde 2011 a guerra já matou mais de 500 mil pessoas ( dados do Observatório Sírio de Direitos Humanos ), metade das quais se acredita serem civis. Bombardeios estão destruindo cidades populosas e, necessidades básicas, como alimentação e cuidados médicos, estão escassas.
A ONU estima que 7,6 milhões de pessoas estão deslocadas internamente. Considerando também os refugiados, mais da metade da população pré-guerra de 23 milhões necessita de assistência humanitária urgente.
Em 2016, a Organização das Nações Unidas (ONU) identificou 13,5 milhões de sírios que necessitam de ajuda humanitária, dos quais mais de 6 milhões são deslocados internos na Síria e mais de 5 milhões são refugiados fora da Síria. Em janeiro de 2017, o ACNUR contava com 4.863.684 refugiados registrados. A Turquia é o maior país anfitrião de refugiados registrados com mais de 2,7 milhões de refugiados sírios. A assistência às pessoas deslocadas internas (PDIs) na Síria e aos refugiados sírios em países vizinhos, está planejada em grande parte por meio do Alto Comissariado das Nações Unidas para os Refugiados (ACNUR).
Em 2016, promessas foram feitas ao ACNUR, por várias nações, para reassentar permanentemente 170 mil refugiados registrados.